# Moules-frites (court métrage)
 (juin 2025).
Motif : l'utilisateur qui a apposé ce bandeau n'a pas précisé le motif de la pose.
- Archive Wikiwix
- Bing
- Cairn
- DuckDuckGo
- E. Universalis
- Gallica
- Google
- G. Books
- G. News
- G. Scholar
- Persée
- Qwant
- (zh) Baidu
- (ru) Yandex

| 1. | Préciser le motif de la pose du bandeau. | Précisez le motif de la pose du bandeau en utilisant la syntaxe suivante : {{admissibilité à vérifier\|date=juillet 2025\|motif=remplacez ce texte par le motif}}                                  |
| 2. | Informer les utilisateurs concernés.     | Pensez à avertir le créateur de l'article, par exemple, en insérant le code ci-dessous sur sa page de discussion : {{subst:avertissement admissibilité à vérifier\|Moules-frites (court métrage)}} |

Pour les articles homonymes, voir Moules-frites.
Pour plus de détails, voir Fiche technique et Distribution.
Moules-frites est un court métrage d'animation français de Nicolas Hu réalisé en 2021. Il a été diffusé pour la première fois à la télévision sur France 4 le 11 juillet 2021, puis sur France 3 le 14 juillet 2021. Il a été également disponible sur Okoo à partir du 9 juillet 2021.
Il est sorti au cinéma dans un programme intitulé Capitaines !, en complément d'un autre court métrage d'animation datant de 2022, Les Astres immobiles de Noémi Gruner et Séléna Picque, le 20 septembre 2023.
Il raconte l'histoire de Noée, neuf ans, qui vient retrouver sa mère qui travaille comme serveuse dans un petit restaurant sur l’île de Benac’h en Bretagne. Elle souhaite prendre des cours de voile et commence à se lier d'amitié avec une fille du club de voile, mais ne peut s'inscrire, ni pour les cours ni pour la régate, car sa mère ne peut se le permettre financièrement.

## Résumé
La jeune Noée, 9 ans, prend le bateau pour rejoindre sa mère sur l'île de Benac’h en Bretagne. C'est la première fois qu'elle y vient et tout l'étonne. Sa mère lui montre le petit restaurant où elle est serveuse et son patron, M. Drehen. Elles habitent au-dessus, avec une grande enseigne lumineuse devant marqué Moules-frites. Deux garçons, Gabin et Charles, la voit à la fenêtre et la surnomme ainsi pour se moquer. Elle rencontre ensuite une des clientes, Florence Caillerel, la célébrité de l'île, qui a été championne de voile et fait le tour du monde avant d'arrêter brusquement. Celle-ci est peu bavarde et d'un abord bourru.
Pendant que Noée explore l'île à vélo, elle découvre une école de voile. N'en ayant jamais fait, elle aimerait bien apprendre. La première expérience avec Gabin comme coéquipier n'est pas très agréable, mais le moniteur lui assure qu'elle a du potentiel. Elle fait la connaissance d'Alix qui doit participer à la régate annuelle mais n'a plus de coéquipier. Noée se propose et Alix accepte avec joie. Malheureusement, la mère de Noée n'a pas les moyens de payer l'inscription et doit refuser. Les autres enfants font tous de la voile sur l'île et Noée se sent exclue. Alix lui propose de participer gratuitement à la course en lui apprenant tout ce qu'elle sait. Mais les termes nautiques ne sont pas faciles à retenir et après une remarque acerbe de Florence, Noée lui demande son aide, qui lui est refusée. De dépit, elle part naviguer dans une vieille barque découverte sur la plage, mais manque de se noyer. Elle est secourue par Florence qui la gronde et lui rappelle les règles de base de la navigation.
Ayant accepté malgré tout de lui donner des cours, Florence l'entraîne et l'invite sur son voilier, à la grande surprise des autres gamins. Noée lui demande pourquoi elle ne navigue plus, et l'ancienne skippeuse lui révèle qu'elle a perdu quelqu'un de cher en mer. En apprenant que l'inscription à la régate est payante, Noée ne peut s'empêcher de voler de l'argent dans la caisse du restaurant. Florence lui fait la surprise de l'autoriser à piloter son bateau, avec sa mère invitée à bord. Mais quand M. Drehen remarque le vol, elle se fait réprimander par sa mère qui va aussitôt annuler l'inscription. Seulement, ce n'est plus possible et elle se retrouve punie et interdite de course. Furieuse et dépitée, elle s'enfuit sous la pluie en vélo et pousse un cri de colère sur la colline. Florence vient la chercher en voiture et décide de l'aider.
La mère de Noée accepte et conjure sa fille de ne plus jamais s'enfuir. M. Drehen à l'idée de lui demander de décaper et repeindre ses volets en compensation. Alix arrive à convaincre la mère de lever la punition de Noée et celle-ci accepte si le travail est terminé à temps. Le jour de la course, tous les habitants sont présents sur le port. Gabin, apercevant un gilet en forme de moules-frites au milieu des costumes destinés aux musiciens, le vole pour l'offrir à Noée et l'humilier en public. La régate démarre et l'équipe Alix-Noée est au coude-à-coude avec celle de Gabin et Charles, qui finit par gagner. Florence félicite tout de même Noée alors que Gabin la narguait. Cette dernière décide d'arborer le gilet moules-frites sur le podium de la 2e place avec fierté et humour. Elle annonce à sa mère qu'elle gagnera sûrement l'an prochain et cette dernière lui apprend que Florence lui permettra d'aller à l'école de voile. Elle savoure une crêpe au caramel au beurre salé offert à tous les participants avec les autres enfants.

## Fiche technique
Générique Unifrance
- Titre original : Moules-frites
- Réalisation : Nicolas Hu
- Scénario : Laure-Élisabeth Bourdaud, Johanna Goldschmidt
- Création graphique : Aude Picault
- Décors : Ombeline Bornier, Sylvain Delcourt
- Production : Miyu Productions, avec la participation de France Télévisions et TV5 Monde
- Producteurs délégués : Emmanuel-Alain Raynal, Pierre Bossaron
- Musique : Yan Volsy
- Montage : Nicolas Hu, Catherine Aladenise
- Montage son : Yan Volsy
- Pays d'origine :  France
- Langue : français
- Durée : 27 mn

## Distribution
- Enaëlle Dion : Noée
- Chloé Berthier : la mère de Noée
- Isaac Lobé-Lebel : Gabin
- Aurélien Berthier : Charles
- Prune Bozo : Alix
- Pascal Casanova : M. Drehen
- Marie Bouvier : Florence
- Gauthier Battoue : le moniteur
- Issia Lorrain : Maya

## Critiques
Dans sa critique du programme Capitaines ! dans Télérama, Nicolas Didier écrit : « Moules-frites dépeint une île bretonne à l’aquarelle, avec un soin particulier apporté aux décors – phare, jetée, rochers. La météo (soleil ou orage) et la mer (calme ou déchaînée) deviennent le miroir des émotions de Noée, qui a débarqué en ferry pour rejoindre sa maman serveuse (...). Pour les fillettes au caractère bien trempé, le parcours initiatique s’appuie sur des figures tutélaires : (...) une ex-skippeuse, inspirée de la regrettée Florence Arthaud (...). De grands yeux noirs et une bouche stylisée donnent à l’héroïne de Moules-frites une expressivité maximale, comme un personnage de manga ».
Dans l'hebdomadaire Réforme, Sophie Esposito estime que « Moules-frites est une fiction subtile et simple, destinée au jeune public, qui aborde les différences sociales dans un cadre breton de toute beauté. Il ne faut pas manquer ce très joli court-métrage (...) qui aborde, avec beaucoup de finesse, des problèmes d’adultes vus à hauteur de pré-adolescents. Malgré l’épure et la poésie des dessins, on parvient à s’intéresser aux non-dits, à ce qui se passe dans la tête des personnages lorsqu’ils ne parlent pas. Il y a du Ken Loach pour enfant dans ce récit initiatique (...). Grâce aux objets, aux couleurs, aux bruitages, à la musique, on plonge dans une ambiance résolument bretonne, estivale et marine, avec un rendu visuel assez proche de l’aquarelle. (...) Impossible de rester insensible au petit vent de revanche sociale qui souffle sur la destinée de Noée! »

## Sélections
- Festival du film court francophone (Un poing c'est court) de Vaulx-en-Velin (Rhône, France) 2022[5]
- Festival du Film court en Plein air de Grenoble, France, 2022 : Compétition jeune public
- Internationales Trickfilm-Festival Stuttgart (ITFS), Allemagne, 2022 : Compétition Tricks for Kids
- Festival REGARD, Canada, 2022 : Programmes spéciaux
- Anima Festival, Belgique, 2022 : Compétition internationale jeune public
- Festival International du Film Francophone de Namur (FIFF), Belgique, 2023 : FIFF Campus
- Festival international du court-métrage de Clermont-Ferrand, France, 2023 : Jeune public